# Випадковий елемент
У теорії ймовірностей випадковий елемент — це узагальнення поняття випадкової величини на складніші простори ніж проста дійсна пряма. Поняття ввів Моріс Рене Фреше (1948), який зазначив, що «розвиток теорії ймовірностей та розширення області її застосування призвели до необхідності переходу від схем де (випадкові) результати дослідів можна описати через число чи скінченну множину чисел, до схеми де результати дослідів представляють, наприклад, вектори, функції, процеси, поля, ряди, перетворення, а також множини або колекції множин.»
Сучасне використання терміна «випадковий елемент» часто припускає, що простір значень це топологічний векторний простір, часто банахів чи гільбертів із заданою природною сигма-алгеброю підмножин.

## Означення
Нехай {\displaystyle (\Omega ,{\mathcal {F}},P)} буде імовірнісним простором і {\displaystyle (E,{\mathcal {E}})} вимірним простором. Випадковий елемент зі значеннями в E це функція X: Ω→E, яка {\displaystyle ({\mathcal {F}},{\mathcal {E}})}-вимірна. Тобто, функція X така, що для будь-якого {\displaystyle B\in {\mathcal {E}}}, прообраз {\displaystyle B} лежить у {\displaystyle {\mathcal {F}}}.
Іноді випадкові елементи зі значеннями в {\displaystyle E} називають {\displaystyle E}-значними випадковими змінними.
Зауважте, що якщо {\displaystyle (E,{\mathcal {E}})=(\mathbb {R} ,{\mathcal {B}}(\mathbb {R} ))}, де {\displaystyle \mathbb {R} } це дійсні числа і {\displaystyle {\mathcal {B}}(\mathbb {R} )} це відповідна борелівська множина, тоді означення випадкового елемента це класичне означення випадкової величини.
Зазвичай розуміють, що в означені випадкового елемента {\displaystyle X} зі значеннями в банаховому просторі {\displaystyle B} мають на увазі найменшу {\displaystyle \sigma }-алгебру на B для якої кожен обмежений оператор вимірний.